# Karol Hoffmann
Karol Hoffmann (Polonia, 1 de junio de 1989) es un atleta polaco, especialista en la prueba de triple salto en la que llegó a ser subcampeón europeo en 2016.

## Carrera deportiva
En el Campeonato Europeo de Atletismo de 2016 ganó la medalla de plata en el triple salto, con un salto de 17.16 metros que fue su mejor marca personal, siendo superado por el alemán Max Hess (oro con 17.20 m) y por delante del británico Julian Reid (bronce).